# پردازش سیگنال

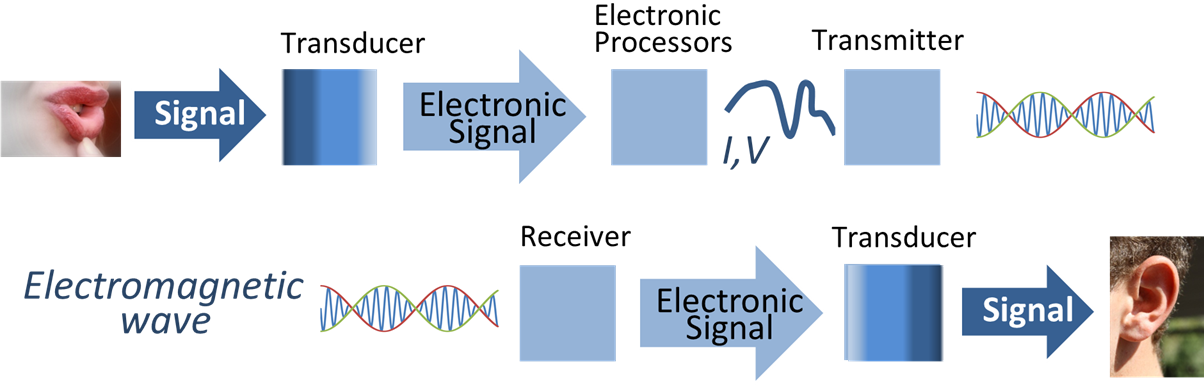
انتقال سیگنال‌های الکترونیکی با استفاده از پردازش سیگنال. مبدل‌ها امواج فیزیکی را به امواج از نوع جریان الکتریکی یا ولتاژ تبدیل می‌کنند، که پس از آن پردازش می‌شوند، و به شکل امواج الکترومغناطیسی دریافت شده و توسط مبدل دیگری به شکل نهایی خود تبدیل می‌شوند.

پردازش سیگنال یک تکنولوژی راهبردی است که به کمک آن نظریه‌های بنیادی، برنامه‌های کاربردی، الگوریتم‌ها، و پیاده‌سازی پردازش و انتقال اطلاعات در قالب فیزیکی، نمادین یا انتزاعی را که به عنوان سیگنال شناخته می‌شود، شامل می‌شود. این علم از نمایش‌های ریاضی، احتمالی، اکتشافی، زبانشناسی و روش‌هایی برای نمایش مثل مدل کردن، آنالیز، سنتز، اکتشاف، بازیابی و … استفاده می‌کند.

## تاریخچه
با توجه به الن وی. اوپنهایم و رنالد شافر، اصول اولیه پردازش سیگنال در روش‌های آنالیز عددی کلاسیک در قرن ۱۷ یافت می‌شود. اوپنهایم و شافر اشاره کرده‌اند که «دیجیتالی ساختن» یا پالایش دیجیتالی این روش‌ها درسیستم‌های کنترلی در سال‌های ۱۹۴۰ و ۱۹۵۰ یافت می‌شود.

## زمینه‌های کاربرد

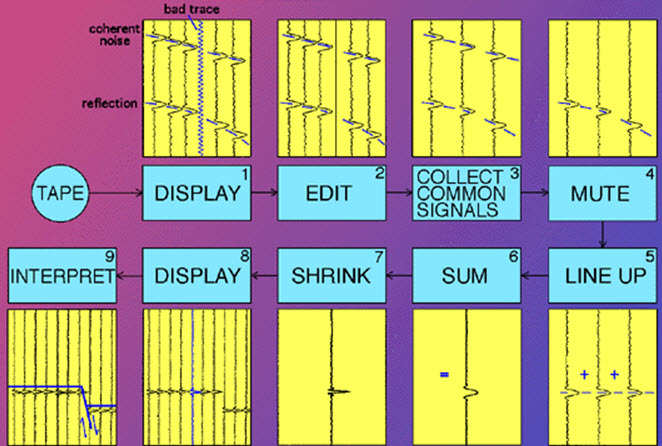
لرزه‌ای پردازش سیگنال

- پردازش سیگنال صوتی –  برای سیگنال‌های الکتریکی که نمایانگر صدا، مثل صحبت یا موسیقی‌اند.
- پردازش سیگنال دیجیتال
- پردازش گفتار –  پردازش و تفسیر کلمات گفتاری
- پردازش تصویر –  در دوربین‌های دیجیتال، کامپیوتر و انواع سیستم‌های تصویربرداری
- پردازش ویدئو –  برای تفسیر تصاویر متحرک
- ارتباطات بی‌سیم –  تولید، فیلتر کردن، برابرسازی و دمدوله کردن موج‌ها
- سیستم‌های کنترل
- پردازش آرایه  –  پردازش سیگنال از آرایه‌ای از سنسورهای
- کنترل فرایند
- زلزله‌شناسی
- پردازش سیگنال مالی –  تجزیه و تحلیل داده‌های مالی با استفاده از تکنیک‌های پردازش سیگنال به خصوص برای پیش‌بینی اهداف.
- استخراج ویژگی مانند بینایی رایانه ای و تشخیص گفتار.
- بهبود کیفیت مانند کاهش نویزه، بهبود تصویر افزایش، و لغو اکو.
- (برنامه‌نویسی) از جمله فشرده‌سازی صدا، فشرده‌سازی تصویر و فشرده‌سازی ویدئو.
- ژنومیک، پردازش سیگنال ژنومیک[۳]

در سیستم‌های ارتباطی پردازش سیگنال ممکن است در زمینه‌های زیر رخ دهد:
- مدل اتصال متقابل سامانه‌های باز، ۱ در هفت لایه مدل OSI، لایه فیزیکی (مدولاسیون، برابر سازی، هم تافتنو غیره);
- OSI لایه ۲ لایه پیوند داده‌ای ;
- OSI 6، لایه لایه نمایش (برنامه‌نویسی از جمله تبدیل آنالوگ به دیجیتالو فشرده‌سازی سیگنال).

## دستگاه‌های معمولی
- فیلتر –  برای مثال آنالوگ (منفعل یا فعال) یا دیجیتال (FIRهای IIR, دامنه فرکانسی یا کنترل تصادفی و غیره)
- نمونه برداری و مبدل سیگنال‌های آنالوگ به دیجیتال برای فراگیری سیگنال‌ها و بازسازی آن‌ها، که شامل اندازه‌گیری فیزیکی سیگنال‌ها، ذخیره‌سازی یا انتقال آن را به عنوان سیگنال دیجیتال و بازسازی سیگنال اصلی یا تقریبی آن در کاربردهای احتمالی بعدی.
- فشرده‌سازی داده‌ها
- پردازشگر سیگنال دیجیتال سیگنال دیجیتال (DSPs)

## روش‌های ریاضی کاربردی
- معادلات دیفرانسیل
- رابطه بازگشتی
- تئوری تبدیل
- تجزیه و تحلیل زمان-فرکانس –  برای پردازش یگنال‌های غیر ثابت[۴]
- تخمین طیفی –  برای تعیین محتوای طیفی (یعنی توزیع قدرت بر فرکانس) در یک سری زمانی[۵]
- پردازش سیگنال آماری –  تجزیه و تحلیل و استخراج اطلاعات از سیگنال و نویز بر اساس خواص اتفاقی
- نظریه سیستم خطی تغییرناپذیر با زمان و نظریه تبدیل
- شناسایی و طبقه‌بندی سیستم
- حساب دیفرانسیل و انتگرال
- فضاهای برداری و جبر خطی
- آنالیز تابعی
- احتمال و فرایندهای تصادفی
- نظریه تشخیص
- الگوریتم‌های تخمینی
- بهینه‌سازی
- آنالیز عددی
- سری‌های زمانی
- داده کاوی –  برای تجزیه و تحلیل آماری روابط بین مقادیر زیادی از متغیرها (در این زمینه برای نمایش بسیاری از سیگنال‌های فیزیکی) برای استخراج الگوهای ناشناحته

## دسته‌بندی‌ها

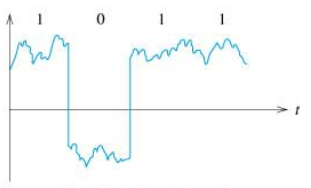
نمودار پردازش سیگنال

### پردازش سیگنال آنالوگ
پردازش سیگنال‌های آنالوگ برای سیگنال‌هایی است که دیجیتال نشده‌اند، مانند رادیوها، تلفن‌ها، رادارها و سیستم‌های تلویزیونی قدیم که شامل مدارهای الکترونیکی غیرخطی و خطی هم می‌شود. مدارهای خطی همچون فیلترهای منفعل فیلتر، فیلترهای جمع‌کننده، انتگرال‌گیر و خطوط تأخیر هستند. مدارهای غیرخطی شامل اسیلاتور کنترل شده با ولتاژ و حلقه قفل شده فاز می‌شوند.

### پردازش سیگنال‌های پیوسته در زمان
پردازش سیگنال‌های پیوسته در زمان برای سیگنال‌هایی است که با تغییرات پیوسته دامنه، بدون در نظر گرفتن بعضی نقاط منقطع، تغییر می‌کنند.
روش‌های پردازش سیگنال شامل: دامنه زمان، دامنه فرکانس و دامنه فرکانس‌های مختلط می‌باشند. این فناوری عمدتاً در رابطه با مدل‌کردن سیستم‌های خطی تغییرناپذیر با زمان پیوسته، تجمیع پاسخ حالت صفر سیستم، تنطیم تابع سیستم و فیلتر پیوسته در زمان سیگنال‌های قطعی بحث می‌کند.

### پردازش سیگنال‌های گسسته در زمان
پردازش سیگنال‌های گسسته برای سیگنال‌هایی است که تنها در نقاط گسسته‌ای از زمان نمونه‌برداری شده‌اند و فقط در زمان و نه مقدار کوانتیده هستند.
پردازش سیگنال آنالوگ پیوسته در زمان فناوری است که بر پایهٔ دستگاه‌های الکترونیکی مدارهای نمونه برداری و نگه‌داری ،مالتی پلکسر و خطوط تأخیر آنالوگ بنا شده‌است. این فناوری، نمونه اسبق پردازش سیگنال‌های دیجیتال (اشاره شده در قسمت بعد) می‌باشد، و همچنان در پردازش پیشرفته سیگنال‌های گیگاهرتز استفاده می‌شود.
مفهوم پردازش سیگنال‌های گسسته در زمان همچنین به مفاهیم و اصولی اشاره دارد که پایه‌ای ریاضی برای پردازش سیگنال‌های دیجیتال فراهم می‌کند، بدون در نظر گرفتن خطای کوانتیده بودن.

### پردازش سیگنال دیجیتال
پردازش سیگنال‌های دیجیتال پردازش نمونه‌های سیگنال در زمان‌های گسسته می‌باشد. پردازش توسط رایانه‌ها یا با مدارهای دیجیتال همچون مدارهای مجتمع با کاربرد خاص، مدارهای مجتمع برنامه‌پذیر یا پردازنده‌های سیگنال دیجیتال انجام می‌گیرد. عملیات‌های معمول ریاضی شامل نمایش نقطه ثابت، ممیز شناور، مقدار حقیقی یا مختلط اعداد، ضرب و جمع از این جمله می‌باشند. بعضی دیگر از عملیات‌های معمول توسط دایره بافر و جدول‌های look-up توسط سخت‌افزار پشتیبانی می‌شوند. مثال‌های از این الگوریتم‌ها تبدیل فوریه سریع (FFT)، فیلترهای FIR، فیلترهای IIR، و فیلتر تطبیقی می‌باشند.

### غیر خطی پردازش سیگنال‌های غیرخطی
پردازش سیگنال‌های غیر خطی شامل آنالیز و پردازش سیگنال‌های تولید شده توسط سیستم‌های غیرخطی می‌باشد که می‌تواند در دامنه زمان یا فرکانس باشد. سیستم‌های غیرخطی می‌توانند رفتارهای پیچیده‌ای همچون چند شاخه ای، نظریه آشوب، هارمونیک تولید کنند که با روش‌های خطی قابل بررسی نیست.